# Labrisomus albigenys
Labrisomus albigenys är en fiskart som beskrevs av Charles William Beebe och Tee-van 1928. Labrisomus albigenys ingår i släktet Labrisomus och familjen Labrisomidae. Inga underarter finns listade i Catalogue of Life.